# Datazione a termoluminescenza

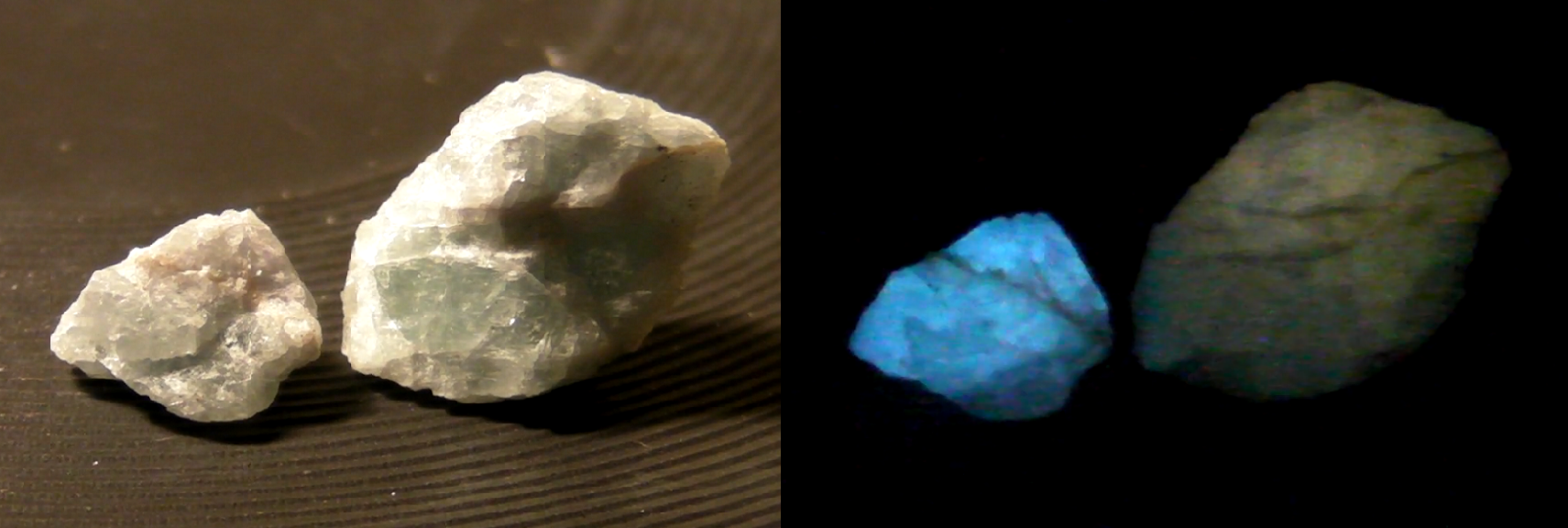
Termoluminescenza della fluorite.

La datazione con la termoluminescenza è un tipo di datazione radiometrica basata sulla termoluminescenza del materiale da datare.
La tecnica viene utilizzata in archeologia per la datazione della ceramica, molti dei cui componenti, quali quarzo e feldspati sono termoluminescenti.  La cottura del manufatto elimina ogni termoluminescenza presente nei materiali che fanno parte dell'impasto, ma l'irraggiamento ambientale porta con il passare del tempo ad un nuovo accumulo di energia.
Riscaldando nuovamente il materiale ad una temperatura superiore a 500 °C,  si può rilevare la quantità di termoluminescenza per mezzo di fotomoltiplicatori. Questa quantità dipende dal tempo trascorso dalla cottura, oltre che dalla quantità di irraggiamento subito (per cui i parametri di riferimento possono variare da luogo a luogo) e dal tipo di materiale presente nell'impasto. Va inoltre tenuto conto di altri eventuali riscaldamenti subiti dal manufatto (per esempio per un incendio). I campioni non vanno inoltre sottoposti a sorgenti di radioattività artificiale.

La tecnica è applicabile, oltre che alla ceramica, alla terra o alle pietre di un focolare, alle terre di fusione dei bronzi, alle sculture o decorazioni architettoniche in terracotta, ai mattoni, oppure ancora alla lava solidificata di un'antica eruzione. Per i forni da vasaio consente la datazione solo dell'ultimo utilizzo.
L'analisi viene eseguita su circa 10 grammi di ceramica prelevati dall'oggetto e viene ripetuta su altrettanti grammi di terreno di scavo, e consente di ottenere datazioni con un'accuratezza del 5-10% (sale al 20% per gli oggetti fuori contesto), nel periodo tra 100-200 e 200.000 anni fa circa (ma il limite teorico, corrispondente al limite delle capacità di immagazzinamento di energia da parte dei cristalli, arriverebbe a circa 700.000 anni fa).

## Meccanismo
Alcune fonti naturali di radiazione possono andare incontro col tempo a una perdita costante di elettroni, i quali vanno ad accumularsi nei difetti della struttura cristallina del materiale. Scaldando questi corpi, gli elettroni accumulati verranno rilasciati, generando una particolare luminescenza del materiale; analizzando questo fenomeno, si può stimare la quantità di elettroni accumulati e quindi l'età del campione, con un errore medio del 15%; va ricordato però che se già nel passato la roccia è stata sottoposta ad alte temperature, queste hanno "resettato" l'orologio elettronico.
- Cenni sulla TL - Cenni sulla datazione mediante termoluminescenza.

- Cenni sulla TL Archiviato il 22 agosto 2013 in Internet Archive.- Cenni su alcune tecniche impiegate nella diagnostica dei beni culturali, del Dipartimento di Fisica Sperimentale Univ. Torino.